# Allotropa kamburovi
Allotropa kamburovi är en stekelart som beskrevs av Annecke och Prinsloo 1977. Allotropa kamburovi ingår i släktet Allotropa och familjen gallmyggesteklar. Inga underarter finns listade i Catalogue of Life.